# Alaqai Beki
Pour les articles homonymes, voir Beki.
Alaqai Beki ou Alakhai Bekhi (mongol : ᠠᠯᠠᠭ᠎ᠠ ᠪᠡᠬᠢ, Alaγa Beqi ; khalkha : Алага Бэхи, Alaga Bekhi) est une khatan mongole, fille de Gengis Khan, qui eut un rôle politique important pendant la vie de son père.
Au cours de sa vie, elle est mariée en 1207 avec Alaqush Digit Quri, chef des Ongüt, mort en 1211.
Puis par la tradition mongol du lévirat, elle est mariée en 1211 avec Jingue, neveu de Alaqush Digit Quri, mort en 1221 et enfin avec Boyaohe, fils d'Alaqush Digit Quri.